# Turistická značená trasa 3063
 Turistická značená trasa 3063 je zeleně vyznačená 8 kilometrů dlouhá pěší trasa Klubu českých turistů vedená z Hlubočep do Řeporyjí. Vede převážně údolím Prokopského a Dalejského potoka spolu s Naučnou stezkou Údolím Dalejského potoka. Prochází přes katastrální území Hlubočep, Jinonic, Klukovic, Holyně a Řeporyjí.

## Popis trasy
Trasa začíná poblíž příležitostné konečné tramvají v Hlubočepích a směřuje na západ. Zpočátku vede podél mostních pilířů tramvajové trati, poté podejde památkově chráněné Hlubočepské viadukty trati 122 zvané Pražský Semmering a za viadukty pokračuje památkově chráněným železničním zářezem trati 173. Projde obcí Hlubočepy až k odbočce ke zrušenému Hlubočepskému nádraží a dál vede asfaltovou cestou zalesněným údolím podél Dalejského potoka a železniční trati k odbočce do Klukovic. Za odbočkou se vydá po ušlapané pěšině podél trati, cestou mine Červený lom a po několika menších výstupech a sestupech dojde do Holyně. Za Holyní pokračuje po rovné zpevněné cestě podél potoka a trati, mine dva lomy (Černý a Mušlovka), opustí cestu a pěšinou vystoupá zarostlou strání k národní přírodní památce Dalejský profil. V údolí pod sebou zanechá bývalou vápenku. Poté sestoupí zpět na pevnou cestu u Trunečkova mlýna. Na začátku Řeporyjí projde kolem železničního mostu, za kterým se nachází lom Požáry. Končí na zastávce MHD u kostela svatého Petra a Pavla.
| Km  | Místo                   | Navazující a křižující trasy | Nadm. výška |
| --- | ----------------------- | ---------------------------- | ----------- |
| 0   | Hlubočepy (tram)        | 6006                         | 198 m       |
| 1,5 | Hlubočepy, odb. k žst.  |                              | 219 m       |
| 3,5 | Prokopské údolí (rozc.) | 6079                         | 240 m       |
| 4   | Klukovice (viadukt)     | 6079                         | 247 m       |
| 5   | Holyně (žst)            | 1011                         |             |
| 8   | Řeporyje (bus)          | 1026                         | 232 m       |

## Zajímavá místa
- Křenkov
- Slovanka
- Hlubočepské viadukty
- Železniční zářez
- Továrna Hydroxygen
- Továrna Technoplyn
- Nádraží Praha-Hlubočepy
- Údolí Dalejského potoka
- Jezírko
- památný kříž - bývalá jeskyně svatého Prokopa
- zbytky staveb po Prokopském lomu (násep úzkokolejky, zbylé mostní pilíře a přístupný dopravní tunel)
- Vojenský objekt
- Dalejský mlýn - zaniklo
- Klukovické koupaliště - zaniklo
- Horův mlýn - za železničním mostem
- Praha-Klukovice - zaniklá železniční zastávka
- Opatřilka - Červený lom - přírodní památka
- Praha-Holyně - železniční zastávka
- Černý lom (s blízkou lobolitovou strání)
- Lom Mušlovka
- Dalejský profil - národní přírodní památka
- Vápenka Biskup, Kvis a Kotrba
- Trunečkův mlýn
- Placatá skála
- Kostel svatého Petra a Pavla

## Veřejná doprava
Trasa začíná u zastávky MHD Hlubočepy, vede kolem zastávek MHD Na Srpečku a Nádraží Hlubočepy, železniční zastávky Praha-Hlubočepy, železniční zastávky Praha-Holyně a končí u zastávky MHD v Řeporyjích.